# Municipio de Cleveland (condado de Johnston)
El municipio de Cleveland (en inglés: Cleveland Township) es un municipio ubicado en el  condado de Johnston en el estado estadounidense de Carolina del Norte. En el año 2010 tenía una población de 19.628 habitantes.

## Geografía
El municipio de Cleveland se encuentra ubicado en las coordenadas 35°32′42.57″N 78°29′52.02″O / 35.5451583, -78.4977833.